# Casa Grande de Grijó
A Casa Grande de Grijó, igualmente conhecido como Casa Brasonada em Grijó ou Solar de Grijó do Gafanhão, é um edifício histórico no município de Castro Daire, no distrito de Viseu, em Portugal.

## Descrição e história
O imóvel consiste numa antiga casa nobre, situada na aldeia de Grijó, na União das Freguesias de Reriz e Gafanhão. Localiza-se no topo de uma colina, numa posição dominante sobre o vale do Rio Paiva, junto à Serra de Montemuro. O palácio era de grandes dimensões, marcando a aldeia de Grijó, e incluía várias estruturas de função agrícola, destacando-se um espigueiro. Destacam-se os trabalhos de cantaria na fachada principal, nas portas e nas janelas, mostrando o talento dos artistas canteiros. A cerca de um quilómetro de distância encontra-se outro importante monumento, a capela ou igreja de Nossa Senhora de Rodes.
O solar foi construído nos finais do século XVIII, por ordem do reverendo Brás Luís Coelho, que foi abade de Reriz. Entrou posteriormente em decadência, chegando a um profundo estado de ruína.